# Monaeses nigritus
Monaeses nigritus är en spindelart som beskrevs av Simon 1909. Monaeses nigritus ingår i släktet Monaeses och familjen krabbspindlar.
Artens utbredningsområde är Vietnam. Inga underarter finns listade i Catalogue of Life.